# الغريس
الغَرِيس (بالأمازيغية: ⴰⴳⵔⵉⵙ Agris) كان يسمّى سابقا قصر غريس وهو ريف يقع بولاية سيدي بوزيد من الجنوب الشرقي التونسي، على الطريق الوطنية رقم 14 الرابطة بين صفاقس وقفصة، شمال غربي مدينة المزونة وشرق مدينةالمكناسي وجنوب مدينة الرقاب.

## تسمية
كلمة الغريس أو غريس هي كلمة أمازيغية، أصلها «أغريس» وتعني «الجليد» باللغة الأمازيغية.

## الجغرافيا
يعتبر " الغريس " أحد أكبر الأرياف في جهة الوسط والجنوب الغربي مساحة حيث تقدر بما يقرب 70 ألف هكتار. يقع ريف " الغريس " بين معتمديات المكناسي والمزونة وبئر علي والرقاب حيث ينقسم ريف " الغريس " إداريا إلى " الغريس الشرقي من معتمدية المزونة و" الغريس الغربي " من معتمدية المكناسي. توجد الكثير من التقسيمات للغريس في أدبيات السكان التي تطلق على نواحي من الريف مثل "راس الكاف" و"الكرمة"و"الكركمية"و"الجبل "و"الطّلحاية"و"النفاض"و"بخر" و"الخندق"...

## التاريخ
شهد هذا الريف الذي يقع على أراضي وقف سيدي مهذب في غالبيته زحف أولاد عزيز بفرع البدور المنحدرون من قبيلة «الهمامة» من «زعب» من قبائل بني سليم العربية ومن جاء معهم من حلفائهم. كما ترجح روايات أخرى انحدارهم من فيض بني همَّام الأشراف المرتحل من المغرب نحو الشرق. وقد زحف «الهمامة» التي كانت منازلهم بين قفصة وقبلي وتوزر وتترامي منازلهم إلى غاية «وادي سوف» على جهة سيدي بوزيد التي كانت في الأصل منازل قبيلة «ماجر» البربرية. ينتشر في نواحي ريف «الغريس» العشائر العزيزية الهمامية بجوار عشائر أخرى في علاقة يغلب عليها التعايش السلمي. من أشهر العشائر (العروش): الغوانمية والخصائصية والمصابحية والفنادلية والقمامدية والزوارع والصعادلية وأولاد عمار وأولاد لافية والسعايديّة وأولاد بدر...
أثبتت التحاليل الجينية لأحدهم انحدار هاته العشائر من القبائل العربية كأقوى آحتمال).[بحاجة لمصدر]

## الاقتصاد
اقتصاديا، تعتبر سهول «الغريس» مصدرا مهما للمنتوجات الفلاحية رغم بعد المياه الجوفية في بعض نواحيه وضعف نسب التساقطات مقابل الجفاف المتواتر على الجهة. يهتم السكان بصفة عامة بتعليم أبنائهم رغم ما كان يمثل ذلك من تكلفة باهضة على مر عقود. تمسك السكان بالتعليم آتى أكله في العقود الأخيرة وظهر ذلك على تغير سريع في النمط المعيشي للعوائل وطرقهم الفلاحية رغم نزوح بعض العوائل للمراكز للاقتراب من المرافق حيث ظل الريف يفتقد للكهربة وللمياه الصالحة للشراب لعقود طويلة... تشهد المنطقة حركية كبيرة بعد تعبيد الطرق وإدخال الكهرباء للبيوت والآبار مما جعل «الغريس» يتحول كمنتجع للعوائل النازحة.